# Кисельовка (Ульчський район)
Кисельо́вка (рос. Киселёвка) — село у складі Ульчського району Хабаровського краю, Росія. Адміністративний центр Кисельовського сільського поселення.

## Населення
Населення — 789 осіб (2010; 1092 у 2002).
Національний склад (станом на 2002 рік):
- росіяни — 90 %